# Uherčice u Znojma

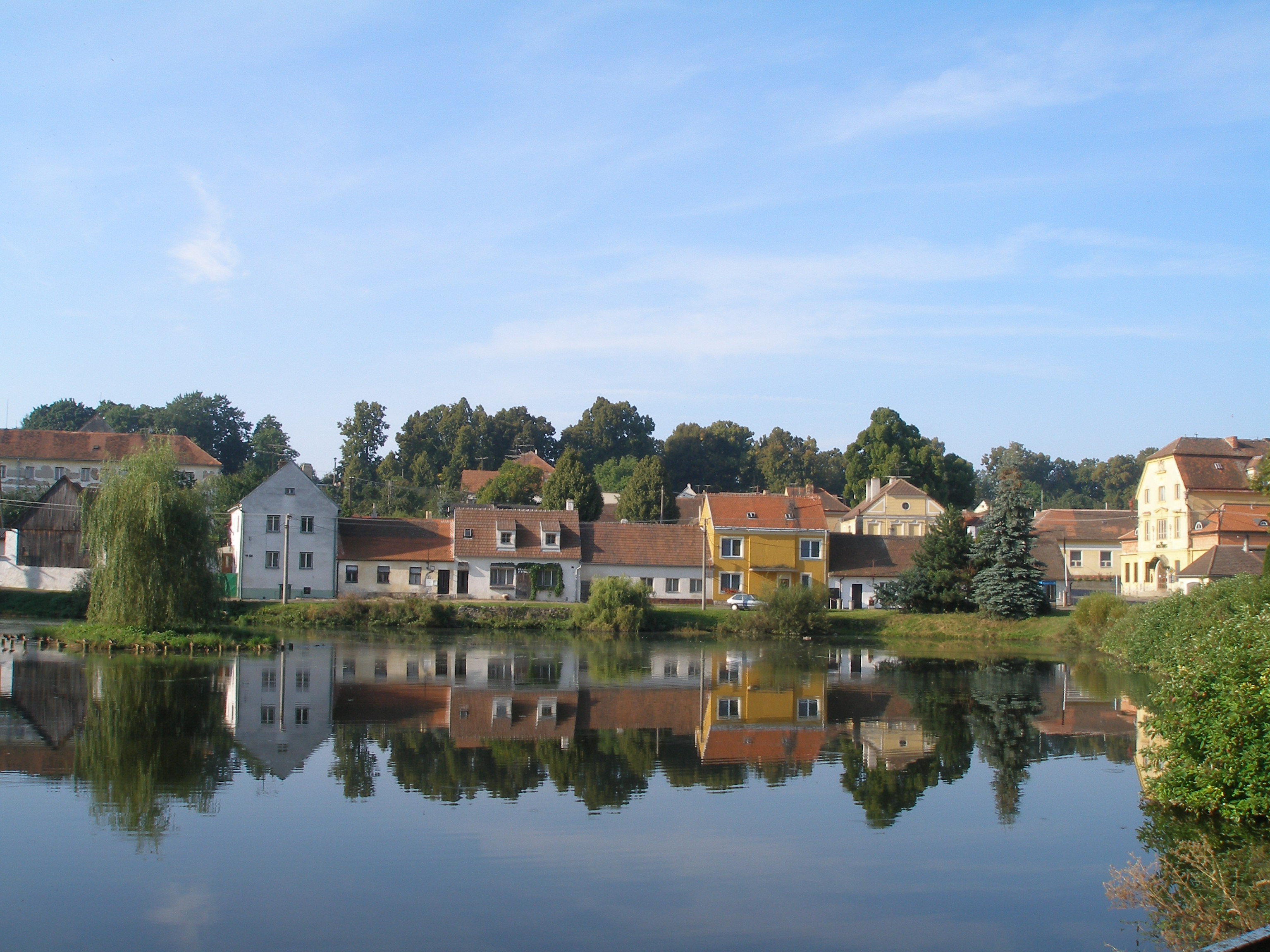
Blick vom Schloss auf das Dorf

Uherčice (deutsch Ungarschitz) ist eine Gemeinde im Okres Znojmo in Tschechien.

## Lage
Der Ort liegt westlich von Znojmo in Südmähren, ungefähr fünf Kilometer nördlich von Drosendorf an der tschechisch-österreichischen Grenze, 13 Kilometer südöstlich von Jemnice und 14 Kilometer westlich von Vranov nad Dyjí.

## Geschichte
Die erste urkundliche Erwähnung von Ungerschicz erfolgte 1312, als die Frau des Matouš von Füllstein, Isolda, das Dorf zusammen mit weiteren Gütern der Zisterzienserinnenabtei Oslawan schenkte. Bis 1493 gehörte das Dorf zum Kloster Oslawan. Danach kam es an die Herren Kraiger von Kraigk, die den Ort im 16. Jahrhundert zu ihrem Herrschaftssitz ausbauten und ein Schloss errichteten. 1593 ging Ungarschitz an die Herren Strein von Schwarzenau. 1628 erwarb Jakob von Berchtold den Besitz und nahm danach das Prädikat „von Ungarschitz und Fratting“ an. 1768 gelangte die Herrschaft an das Adelsgeschlecht Collalto, als sie von Thomas Vinciguerra Graf Collalto erworben wurde.

## Gemeindegliederung
Die Gemeinde Uherčice besteht aus den Ortsteilen Mešovice (Nespitz) und Uherčice (Ungarschitz). Grundsiedlungseinheiten sind Dvůr Mitrov (Mitrowitzer Hof), Mešovice und Uherčice. Zu Uherčice gehört zudem die Wüstung Nový Dvůr (Neuhof).
Das Gemeindegebiet gliedert sich in die Katastralbezirke Mešovice und Uherčice u Znojma.

## Sehenswürdigkeiten
- Das Schloss Uherčice wurde Ende des 16. Jahrhunderts errichtet